# Rolling in the Deep
«Rolling in the Deep» (укр. «Скочуючись на дно») — пісня британської співачки Адель з її другого студійного альбому 21. Композиція була написана Адель і Полом Епортом і самою співачкою названа сумішшю «блюзу, госпелу і диско». Вона була випущена як ведучий сингл 29 листопада 2010 року в Нідерландах.
Пісня отримала позитивну оцінку музичних критиків. Вона очолила хіт-паради Бельгії, Німеччини, Італії, Нідерландів, Швейцарії і увійшла в найкращу десятку Австрії, Данії, Ірландії, Нової Зеландії та Норвегії. У Великій Британії сингл дебютував на другому місці і став третім хітом Аделі, що потрапили у верхню десятку. Крім того, «Rolling in the Deep» очолив головний чарт США Hot 100, ставши № 1 (у травні 2011 року) і другим синглом співачки, що мали успіх у Сполучених Штатах, і першим хітом, який досяг першої десятки. До квітня 2011 року в США було продано понад 1 220 000 цифрових треків цієї пісні, а до листопада — 5,6 млн, що стало 9-м показником за всю історію Nielsen SoundScan.
У списку найкращих пісень 2010 року «Rolling in the Deep» зайняла 50-те місце за версією Spinner і 34-е — на сайті Metromix.
«Rolling in the Deep» визнаний найкращою піснею 2011 року за версіями двох провідних журналів: Billboard і Rolling Stone.
Сингл став найширше програватися в ефірних чартах різних жанрів Billboard за останні 25 років: він з'явився в 12 хіт-парадах Nielsen BDS. 12 лютого 2012 року в Лос-Анджелесі на 54-й церемонії вручення музичної премії «Греммі» пісня удостоєна нагороди в категорії Найкраща пісня року.

## Створення
Пісня була створена та записана в остаточному голосовому варіанті протягом декількох годин в одному із жовтневих днів 2009 року. Адель приїхала в студію до Пола Епорта сильно засмученою — за день до цього у неї стався остаточний болісний розрив з бойфрендом, який наостанок пообіцяв їй нудну і самотню решту життя. Це були перші, по-справжньому дорослі відносини у Адель з чоловіком, який фактично поставив її на той шлях, по якому за її словами вона зараз йде. Який-небудь інший композитор/продюсер дав би їй хусточку і відправив додому, але Пол запропонував передати почуття Адель у вигляді пісні. Він протягом пари годин награвав на гітарі різні музичні акорди, а Адель з порожнім поглядом тримала в руках ручку і пояснювала, що взагалі нічого не відчуває. Потім вона сказала, що в її голові стукають слова «Це полум'я …» (англ. There's fire ...). Пол зойкнув, і став підбирати під цю сходинку акорди. За словами Пола, протягом 15 хвилин Адель промовила всі строфи куплетів, які вона хотіла б сказати своєму вже колишньому бойфренду, а Пол награв під них акорди. У них пішло ще дві години на те, щоб закінчити написання пісні. Як потім пояснила Адель, це була її спосіб сказати колишньому бойфренду «Пішов на хрін», замість того, щоб благати його залишитися. Співачка вважала, що записаний у цей день голосової варіант пісні буде всього лише демо-версією, але потім стало ясно, що другий раз передати ті ж самі почуття буде складно, і записаний варіант був використаний у випущеному диску, синглі і відео-кліпі.
Адель спочатку скептично поставилася до пропозиції свого менеджера, Джонотана Діккенса, про співпрацю з композитором/продюсером Полом Епуортом, який зарекомендував себе в жанрі інді-рок. Весь той рік у Адель були складності з композиторами через розрив з бойфрендом. В той день Адель вирішила, що вона просто сходить з Полом в бар і нап'ється, але спілкування з Епортом створило певну «хімію» між ними, і плани змінилися. В результаті спільної роботи різнопланових авторів був створений найкращий за 25 років кросовер — пісня увійшла хіт-парад журналу Billboard за 12 номінаціями.

## Відеокліп
Прем'єра відеокліпу, зрежисованого Семом Брауном, що відбулася 3 грудня 2010 року на телеканалі Channel 4. У ньому в кадрі Адель сидить у кріслі в покинутому будинку перемежовуються кількома картинами: безліч склянок з водою, вібруючої в такт барабана; одягнена в чорне танцівниця з мечем (її зіграла Дженніфер Вайт, вона також поставила хореографію цієї сцени) в кімнаті з підлогою, покритою товстим шаром білого пилу; музикант, що грає на ударній установці за сходами; тарілки, розбиваються об стіну і падають на купу битого посуду; і нарешті, білий паперовий макет міста, на який зверху сиплеться феєрверк, і той згорає у фіналі пісні.

## Виконання
Адель виконувала цю пісню кілька разів. 24 листопада 2010 року вона з'явилася в шоу нідерландського провідного Пауля де Леу Madiwodovrij, де на наступний день вперше виконала «Rolling in the Deep». Адель також заспівала її 3 грудня 2010 року в американському «Шоу Еллен Дедженерес». 9 грудня 2010 року композиція була представлена на концерті Royal Variety Performance, показаному на телебаченні 16 грудня 2010 року. Співачка виконала її в британському комедійному шоу Алана Карра Chatty Man 17 січня 2011 року. Адель виступила з «Rolling in the Deep» у фіналі нідерландської шоу талантів «Голос Голландії». 26 січня 2011 року вона заспівала свій хіт у французькому телешоу Le Grand Journal. Крім того, пісня прозвучала в телевізійному рекламному ролику до фільму «Я — четвертий» 2011 року і була включена в його саундтрек. В рамках промо-турне Північній Америці в підтримку альбому Адель виконувала пісню в Late Show з Девідом Леттерманом 21 лютого, у токшоу «Джиммі Кіммел наживо!» 24 лютого в канадському MTV Live 1 березня 2011 року.

## Кавер-версії
Кавер-версії «Rolling in the Deep» записали Майк Познер і Джон Ледженд. 4 липня 2011 року кавер на цю пісню виконав вокаліст рок-гурту Linkin Park Честер Беннінгтон під час концерту групи на фестивалі iTunes в Лондоні. Патті Сміт назвала «Rolling in the Deep» «піснею цього літа» і виконала її на концерті 15 липня 2011 року в Нью-Йорку. Ірландська група Wonderland включила акустичний кавер на «Rolling in the Deep» у свій перший альбом (2011).
Популярна 11-річна співачка і фіналістка британського конкурсу Britain's Got Talent 2007 Конні Телбот записала свою версію пісні, відеокліп на яку отримав понад 20 млн переглядів на YouTube, а версія мексиканського сімейного тріо підлітків Vazquez Sounds — понад 170 млн переглядів. Ще одна молода співачка Мадді Джейн (Maddi Jane), що виконала (під гітару) кавер на цю пісню (понад 30 млн переглядів). 30 вересня 2014 року в студії фінської Radio Nova свою акустичну кавер-версію пісні також виконав альтернативний рок-гурт Poets of the Fall.

## У культурі
«Rolling in the Deep» була використана в трейлері до фільму «Я номер чотири» (I Am Number Four) і в самому цьому фільмі. Пісня також з'являлася в декількох телевізійних серіалах, наприклад, таких як американський молодіжний серіал «90210: Нове покоління» (третій сезон), в серіалі «Доктор Хто» (прем'єра шостого сезону), в підлітковій драмі «Школа виживання» (восьмий сезон One Tree Hill), у підлітковому серіалі «Пліткарка» (четвертий сезон Gossip Girl) і в драматичному серіалі «Потай від батьків» (четвертий сезон The Secret Life of the American Teenager). «Rolling in the Deep» була використана як основна тема для реаліті-шоу «E4» (Made in Chelsea) і звучала в танцювальному реаліті-шоу «So You Think You Can Dance» (у восьмому сезоні під час сольного виступу учасника Mitchell Kelly). Кавер-версія пісні була виконана Лією Мішель і Джонатаном Гроффом у другому сезоні серіалу «Хор» (епізод 2x20 «Prom Queen»).

## Список композицій
- Digital download[33]

1. «Rolling in the Deep» — 3:48

- Digital EP[34]

1. «Rolling in the Deep» — 3:48
2. «Rolling in the Deep (Jamie xx Shuffle)» — 4:17
3. «Rolling in the Deep (Acapella)» — 3:56

1. «Rolling in the Deep»
2. «If It hadn't Been for Love» (Michael Henderson, Christopher Stapleton)

## Учасники
- Текст і музика — Адель, Пол Епорт
- Продюсер, бас-гітара, акустична гітара і електрогітара — Пол Эпуорт
- Зведення[ru] — Те Елмхерст
- Асистент з відома — Ден Паррі
- Звукозапис — Марк Ранкін
- Фортепіано — Ніл Коулі
- Ударні — Лео Тейлор
- Мастеринг — Те Койн

## Чарти
| Чарт (2011—2013)                          | Найвища позиція |
| ----------------------------------------- | --------------- |
| Австралія (ARIA)                          | 3               |
| Австрія (Ö3 Austria Top 75)               | 3               |
| Бельгія (Ultratop Flanders)               | 1               |
| Бельгія (Ultratop Wallonia)               | 1               |
| Brazil (Billboard Hot 100 Airplay)        | 3               |
| Brazil (Billboard Hot Pop)                | 1               |
| Канада (Canadian Hot 100)                 | 1               |
| СНД (Tophit)                              | 64              |
| Чехія (IFPI)                              | 16              |
| Чехія (Singles Digitál Top 100)           | 54              |
| Данія (Tracklisten)                       | 3               |
| Europe (Euro Digital Songs)               | 2               |
| Фінляндія (Suomen virallinen lista)       | 1               |
| Франція (SNEP)                            | 3               |
| Німеччина (Media Control AG)              | 1               |
| Greece Digital Songs (Billboard)          | 4               |
| Угорщина (Rádiós Top 40)                  | 2               |
| Угорщина (Single Top 40)                  | 25              |
| Iceland (RÚV)                             | 1               |
| Ірландія (IRMA)                           | 2               |
| Ізраїль (Media Forest)                    | 2               |
| Італія (FIMI)                             | 1               |
| Японія (Japan Hot 100)                    | 6               |
| Luxembourg Digital Songs (Billboard)      | 1               |
| Mexico (Billboard Mexican Airplay)        | 25              |
| Mexico Anglo (Monitor Latino)             | 3               |
| Нідерланди (Dutch Top 40)                 | 1               |
| Нідерланди (Mega Single Top 100)          | 1               |
| Нова Зеландія (RIANZ)                     | 3               |
| Норвегія (VG-lista)                       | 8               |
| Польща (Polish Airplay Top 100)           | 5               |
| Portugal Digital Songs (Billboard)        | 2               |
| Russia Airplay (TopHit)                   | 69              |
| Шотландія (Official Charts Company)       | 2               |
| Словаччина (IFPI)                         | 10              |
| Slovenia (Slovenian Singles Chart)        | 2               |
| South Africa (RISA)                       | 77              |
| South Korea Digital Чарт (Gaon)           | 62              |
| South Korea International Чарт (Gaon)     | 2               |
| Іспанія (PROMUSICAE)                      | 5               |
| Швеція (Sverigetopplistan)                | 11              |
| Швейцарія (Media Control AG)              | 1               |
| Ukraine Airplay (TopHit)                  | 90              |
| Велика Британія (Official Charts Company) | 2               |
| США (Billboard Hot 100)                   | 1               |
| США (Adult Contemporary) (Billboard)      | 1               |
| США (Adult Top 40) (Billboard)            | 1               |
| США (Hot Dance Club Songs) (Billboard)    | 14              |
| США (Hot Dance Airplay) (Billboard)       | 2               |
| США (Hot R&B/Hip-Hop Songs) (Billboard)   | 61              |
| 15                                        |                 |
| США (Hot Rock Songs) (Billboard)          | 15              |
| США (Latin Pop Airplay) (Billboard)       | 16              |
| США (Mainstream Top 40) (Billboard)       | 1               |
| США (Rhythmic) (Billboard)                | 12              |

| Чарт (2015)              | Найвища позиція |
| ------------------------ | --------------- |
| Russia Airplay (TopHit)  | 187             |
| Ukraine Airplay (TopHit) | 185             |

| Чарт (2016)              | Найвища позиція |
| ------------------------ | --------------- |
| Ukraine Airplay (TopHit) | 185             |

| Чарт (2017)              | Найвища позиція |
| ------------------------ | --------------- |
| Ukraine Airplay (TopHit) | 158             |

| Чарт (2018)              | Найвища позиція |
| ------------------------ | --------------- |
| СНД (Tophit)             | 167             |
| Ukraine Airplay (TopHit) | 133             |

| Чарт (2019)              | Найвища позиція |
| ------------------------ | --------------- |
| Ukraine Airplay (TopHit) | 153             |

| Чарт (2021 – 2024)          | Найвища позиція |
| --------------------------- | --------------- |
| СНД (Tophit)                | 156             |
| Billboard Global 200        | 42              |
| Kazakhstan Airplay (TopHit) | 42              |
| Moldova Airplay (TopHit)    | 199             |
| Romania Airplay (TopHit)    | 162             |
| Ukraine Airplay (TopHit)    | 124             |

| Чарт (2011)             | Найвища позиція |
| ----------------------- | --------------- |
| CIS Airplay (TopHit)    | 74              |
| Russia Airplay (TopHit) | 75              |

| Чарт (2024)                 | Найвища позиція |
| --------------------------- | --------------- |
| Kazakhstan Airplay (TopHit) | 41              |

| Чарт (2010)                  | Позиція |
| ---------------------------- | ------- |
| Netherlands (Single Top 100) | 36      |

| Чарт (2011)                               | Позиція |
| ----------------------------------------- | ------- |
| Australia (ARIA)                          | 5       |
| Austria (Ö3 Austria Top 40)               | 16      |
| Belgium (Ultratop 50 Flanders)            | 2       |
| Belgium (Ultratop 40 Wallonia)            | 1       |
| Brazil (Crowley)                          | 11      |
| Canada (Canadian Hot 100)                 | 1       |
| Denmark (Hitlisten)                       | 10      |
| France (SNEP)                             | 2       |
| Germany (Media Control Charts)            | 4       |
| Greece (IFPI)                             | 19      |
| Hungary (Mahasz)                          | 1       |
| Iceland (Tónlist)                         | 20      |
| Ireland (IRMA)                            | 11      |
| Israel (Media Forest)                     | 2       |
| Italy (FIMI)                              | 5       |
| Netherlands (Dutch Top 40)                | 2       |
| Netherlands (Single Top 100)              | 1       |
| New Zealand (Recorded Music NZ)           | 6       |
| Spain (PROMUSICAE)                        | 18      |
| South Korea (Gaon Singles Chart) (Int'l.) | 11      |
| Sweden (Sverigetopplistan)                | 8       |
| Switzerland (Schweizer Hitparade)         | 2       |
| UK Singles (Official Charts Company)      | 9       |
| US Billboard Hot 100                      | 1       |
| US Pop Songs (Billboard)                  | 5       |
| US Adult Contemporary (Billboard)         | 3       |
| US Adult Pop Songs (Billboard)            | 1       |
| US Hot Rock Songs (Billboard)             | 45      |

| Чарти (2012)                              | Позиція |
| ----------------------------------------- | ------- |
| Belgium (Ultratop 50 Flanders)            | 51      |
| Belgium (Ultratop 40 Wallonia)            | 32      |
| Canada (Canadian Hot 100)                 | 61      |
| France (SNEP)                             | 38      |
| Hungary (Mahasz)                          | 41      |
| Israel (Media Forest ACUM)                | 6       |
| Italy (FIMI)                              | 61      |
| Russia Airplay (TopHit)                   | 189     |
| South Korea (Gaon Singles Chart) (Int'l.) | 3       |
| Spain (PROMUSICAE)                        | 25      |
| Switzerland (Schweizer Hitparade)         | 34      |
| US Billboard Hot 100                      | 71      |
| US Adult Contemporary (Billboard)         | 22      |

| Чарт (2013)                               | Позиція |
| ----------------------------------------- | ------- |
| Slovenia (SloTop50)                       | 17      |
| South Korea (Gaon Singles Chart) (Int'l.) | 31      |

| Чарт (2014)                               | Позиція |
| ----------------------------------------- | ------- |
| South Korea (Gaon Singles Chart) (Int'l.) | 65      |

| Чарт (2015)                               | Позиція |
| ----------------------------------------- | ------- |
| South Korea (Gaon Singles Chart) (Int'l.) | 39      |

| Чарт (2016)                               | Позиція |
| ----------------------------------------- | ------- |
| South Korea (Gaon Singles Chart) (Int'l.) | 30      |

| Чарт (2017)                               | Позиція |
| ----------------------------------------- | ------- |
| South Korea (Gaon Singles Chart) (Int'l.) | 51      |

| Чарт (2018)                               | Позиція |
| ----------------------------------------- | ------- |
| South Korea (Gaon Singles Chart) (Int'l.) | 68      |

| Чарт (2022)                 | Позиція |
| --------------------------- | ------- |
| Global Excl. US (Billboard) | 182     |

| Чарт (2023)                 | Позиція |
| --------------------------- | ------- |
| Global Excl. US (Billboard) | 159     |
| Kazakhstan Airplay (TopHit) | 173     |

| Чарт (2010–2019)                     | Позиція |
| ------------------------------------ | ------- |
| Australia (ARIA)                     | 12      |
| UK Singles (Official Charts Company) | 73      |
| US Billboard Hot 100                 | 10      |

| Чарт                                 | Позиція |
| ------------------------------------ | ------- |
| Netherlands (Single Top 100)         | 12      |
| UK Singles (Official Charts Company) | 129     |
| US Billboard Hot 100 (1958-2021)     | 39      |

## Сертифікації
| Регіон | Сертифікація          | Продажі   |
| --- | --------------------- | --------- |
| Австралія (ARIA) | 7× Платиновий         | 490 000^  |
| Бельгія (BEA) | 4× Платиновий         | 80 000    |
| Бразилія (ABPD) | 3× Діамантовий        | 750 000   |
| Канада (Music Canada) | Діамантовий           | 800 000   |
| Данія (IFPI Denmark) | 3× Платиновий         | 270 000   |
| Франція | —                     | 347,000   |
| Німеччина (BVMI) | Платиновий            | 300 000^  |
| Італія (FIMI) | 4× Платиновий         | 120 000*  |
| Мексика (AMPROFON) | 4× Платиновий+Золотий | 270 000*  |
| Нова Зеландія (RIANZ) | 3× Платиновий         | 45 000*   |
| Норвегія (IFPI Norway) | 2× Платиновий         | 120 000   |
| Португалія (AFP) | Платиновий            | 20 000    |
| South Korea (Gaon Chart) | —                     | 3,614,504 |
| Іспанія (PROMUSICAE) | 3× Платиновий         | 180 000   |
| Швеція (IFPI Sweden) | 3× Платиновий         | 120 000   |
| Швейцарія (IFPI Switzerland) | 3× Платиновий         | 90 000^   |
| Велика Британія (BPI) | 5× Платиновий         | 3 000 000 |
| США (RIAA) | 8× Платиновий         | 8,400,000 |
| США (RIAA) Mastertone | Золотий               | 500 000*  |
| Streaming |                       |           |
| Греція (IFPI Greece) | Золотий               | 1 000 000 |
| *продажі, що базуються лише на сертифікаціях · ^відвантаження, що базуються лише на сертифікаціях · продажі+прослуховування, що базуються лише на сертифікаціях · лише прослуховування, що базуються лише на сертифікаціях |                       |           |

## Історія видання
| Країна          | Дата              | Формат                                    |
| --------------- | ----------------- | ----------------------------------------- |
| Нідерланди      | 29 листопада 2010 | Digital download                          |
| США             | 30 листопада 2010 | Digital download                          |
| Японія          | 22 грудня 2010    | Digital download                          |
| Швейцарія       | 27 грудня 2010    | Digital download                          |
| Німеччина       | 27 грудня 2010    | Digital download                          |
| Австрія         | 27 грудня 2010    | Digital download                          |
| Австралія       | 10 січня 2011     | Contemporary Hit Radio                    |
| Німеччина       | 14 січня 2011     | CD single                                 |
| Австралія       | 16 січня 2011     | Digital EP                                |
| Велика Британія | 16 січня 2011     | Digital EP                                |
| Ірландія        | 16 січня 2011     | Digital EP                                |
| Нова Зеландія   | 16 січня 2011     | Digital EP                                |
| Бельгія         | 16 січня 2011     | Digital EP                                |
| Швейцарія       | 16 січня 2011     | Digital EP                                |
| Португалія      | 16 січня 2011     | Digital EP                                |
| Австралія       | 16 січня 2011     | Digital EP                                |
| Австрія         | 16 січня 2011     | Digital EP                                |
| Франція         | 16 січня 2011     | Digital EP                                |
| Німеччина       | 16 січня 2011     | Digital EP                                |
| Данія           | 16 січня 2011     | Digital EP                                |
| Канада          | 16 січня 2011     | Digital EP                                |
| Фінляндія       | 16 січня 2011     | Digital EP                                |
| Греція          | 16 січня 2011     | Digital EP                                |
| Іспанія         | 16 січня 2011     | Digital EP                                |
| Італія          | 16 січня 2011     | Digital EP                                |
| Норвегія        | 16 січня 2011     | Digital EP                                |
| Люксембург      | 16 січня 2011     | Digital EP                                |
| Нідерланди      | 16 січня 2011     | Digital EP                                |
| Швеція          | 16 січня 2011     | Digital EP                                |
| Японія          | 16 січня 2011     | Digital EP                                |
| Велика Британія | 17 січня 2011     | CD single                                 |
| США             | 1 лютого 2011     | Digital download — Jamie XX Shuffle remix |
| США             | 8 березня 2011    | Mainstream airplay                        |
| США             | 26 липня 2011     | Urban contemporary airplay                |